# Dushman (1998)
Dushman (Hindi: दुश्मन, Urdu: دُشمن, übersetzt: Feind) ist ein erfolgreicher Bollywoodfilm mit der Schauspielerin Kajol in ihrer ersten Doppelrolle.

## Handlung
Der Postbote Gokul Pandit vergewaltigt und tötet ein 15-jähriges Mädchen und schon bald wirft er ein Auge auf die 18-jährige Sonia, die bereits mit Kabir verlobt ist. Er vergewaltigt sie und tötet sie auf brutaler Weise. Ihre ganze Familie steht unter Schock, doch am härtesten trifft es ihre Zwillingsschwester Naina. Da die Polizei nach einiger Zeit noch immer nicht den Täter gefasst hat, nimmt dies Naina selber in die Hand.
Und tatsächlich spürt sie den Killer auf und lässt ihn verhaften. Doch aufgrund mangelnder Beweise wird Gokul wieder freigesprochen und mordet weiter. Auch auf Naina hat er es abgesehen.
Naina ist verzweifelt und wendet sich an den Ex-Major Suraj Singh Rathod, der zwar blind ist, jedoch ausgezeichnet die Kampfkunst beherrscht. Er bildet Naina aus, damit sie sich verteidigen kann, doch bei ihrem Racheplan gegen Gokul will er sie nicht unterstützen.
So führt Naina ihren Racheplan im Alleingang aus und lockt Gokul in ihr Haus. Später stößt dann doch Suraj hinzu, um Naina zur Hilfe zu kommen, da er sie auch liebt. Mit Surajs Waffe tötet sie Gokul. Naina und Suraj werden schließlich wieder glücklich vereint.

## Auszeichnungen
Filmfare Award 1999
- Filmfare Award/Bester Schurke an Ashutosh Rana

Nominierung
- Filmfare Award/Beste Hauptdarstellerin an Kajol

Star Screen Award (1999)
- Star Screen Award/Beste Hauptdarstellerin an Kajol
- Star Screen Award/Bester Schurke an Ashutosh Rana
- Star Screen Award/Bestes Regiedebüt an Tanuja Chandra

Zee Cine Award (1999)
- Zee Cine Award/Bester Schurke an Ashutosh Rana

## Soundtrack
| Liedtitel                | Sänger                         |
| ------------------------ | ------------------------------ |
| Aawaz Do Hamko           | Lata Mangeshkar, Udit Narayan  |
| Aawaz Do Hamko - Sad     | Lata Mangeshkar, Udit Narayan  |
| Chidiya Chidiya - Chorus | gesungen von Kindern           |
| Chithi Na Koi Sandesh    | Lata Mangeshkar                |
| Chithi Na Koi Sandesh    | Jagjit Singh                   |
| Hippy Hippy Ya           | Asha Bhosle, Shankar Mahadevan |
| Khoobsurat Ho Sakti Hai  | Kumar Sanu                     |
| Pyar Ko Ho Jane Do       | Kumar Sanu, Lata Mangeshkar    |
| Tunna Tunna              | Shankar Mahadevan              |

## Dies und Das
Dieser Film ist ein Remake von Sally Fields Auge um Auge.